# Phil Dawson
(en) Statistiques sur pro-football-reference
Philip Drury Dawson (né le 23 janvier 1975 à West Palm Beach, Floride) est un joueur américain de football américain. Il a joué avec les Cardinals de l'Arizona au poste de placekicker, après avoir joué avec les Browns de Cleveland durant 14 saisons entre 1999 et 2012, puis pour les 49ers de San Francisco

## Lycée
Dawson étudie à la Lake Highlands High School de Dallas où il dans l'équipe de football américain de l'équipe comme kicker et offensive tackle. Il est nommé All-American et joueur offensif de l'année pour la région sud-ouest par le magazine SuperPrep.

## Carrière

### Université
Il entre à l'université du Texas à Austin où il reste pendant quatre ans. Il totalise quatre-vingt points lors de sa première saison sur le terrain et égale le record de l'université en réussissant cinquante-quatre points de transformation (extra-point) consécutifs. Il est nommé All-American en 1996 et 1997 ainsi que dans les meilleurs joueurs de la conference Big 12. Il sort diplômé de science politique.

### Professionnel

#### Débuts
Phil Dawson n'est sélectionné par aucune équipe lors du draft de la NFL de 1998. Néanmoins, il signe avec les Raiders d'Oakland peu de temps après mais il ne reste que le temps du camp d'entrainement et est libéré. Ensuite, les Patriots de la Nouvelle-Angleterre le font signer et l'intègrent à leur équipe d'entraînement. Il ne joue aucun match de la saison 1998 et est libéré.

#### Browns de Cleveland
En mars 1999, Phil est recruté par les Browns de Cleveland, faisant son retour en NFL après quelques années d'absence. Il marque les premiers points des Browns depuis leur disparition. Le 10 octobre 1999, Dawson marque le seul touchdown de sa carrière en simulant un field goal et trompant la défense des Bengals de Cincinnati en entrant dans la end-zone avec le ballon. Cleveland perd le match 18-17. Dawson, lors de cette même saison, feint un field goal et fait une course de quatre yards avant d'être stoppé. En 2003, il récidive en faisant une course de quatorze yards alors qu'il devait faire un field goal. Les années passent et Dawson reste le placekicker des Browns. Pour la saison 2005, il réussit 93,1 % de ses field goals (en ratant deux sur vingt-neuf), se classant second à ce classement pour la saison. Néanmoins, la saison suivante a un goût amer, en réussissant seulement 72,4 % de ses tentatives.
Le 18 novembre, les Browns de Cleveland affrontent les Ravens de Baltimore. Le score est de 30-27 pour Baltimore et Dawson est sur le point de tenter un field goal de cinquante-et-un yards dans les ultimes secondes du match. Dawson tire et le ballon s'écrase sur le poteau gauche avant de rebondir sur la barre d'appui, renvoyant le ballon dans la end-zone. Les arbitres ne valident pas le tir et le chronomètre annonce la fin du match et cette victoire des Ravens. Mais toujours dans la continuité, l'arbitre Pete Morelli discute avec ses assistants, revoyant la scène pendant de longues minutes sur les écrans de télévision.  Après cela, Morelli annonce que le field goal de Dawson est validé après discussion et consultation de la vidéo.  Dès cet instant, le match reprend et les joueurs de Baltimore, fêtant leur victoire dans les vestiaires, sont rappelés sur le terrain après l'annonce de Morelli, le score étant passé à 30-30. La prolongation débute et Dawson donne la victoire à son équipe en réussissant un field goal de trente-trois yards. Les Browns s'imposent au terme de ce match fou.
Un mois après ce match, plus précisément le 16 décembre, Cleveland affronte les Bills de Buffalo dans un match chaotique sous la neige. Dawson donne la victoire à son équipe après un field goal qui touche la barre d'appui. La presse régionale évoquera à de multiples reprises la Barre de Dawson (The Dawson Bar).
Avant la saison 2008, le règlement de la NFL est changé. Tout field goal ou transformation ayant touché un des poteaux ou la barre d'appui devrait être obligatoirement vérifié à la vidéo par les arbitres. Cette règle est baptisée en l'honneur du placekicker: The Phil Dawson Rules.
Le 17 novembre 2008, Phil réussit son plus long field goal (cinquante-six yards) contre les Bills de Buffalo lors du Monday Night Football. En 2009, il réussit 89,5 % de ses field goals. Lors de cette même saison, il simule un field goal et effectue une passe de dix yards, permettant d'aller chercher une première tentative. En 2010, il réussit 82,1 % de ses field goals lors de treize matchs.

#### 49ers de San Francisco
Après avoir été sélectionné pour son premier Pro Bowl en 2012, il signe pour la saison 2013 avec les finalistes du dernier Super Bowl, les 49ers de San Francisco. Il quitte ainsi les Browns, avec lesquels il était depuis 14 saisons, et est le dernier de leurs joueurs à avoir connu le retour de cette équipe en 1999.

## Statistiques
| Année  | Équipe    | MJ     |        | Field goals | Field goals | Field goals | Field goals |         | Extra Points | Extra Points | Extra Points |      | Punt | Punt | Punt |
| Année  | Équipe    | MJ     | Tentés | Réussis     | %           | Long        | Tentés      | Réussis | %            | Tentés       | Yards        | Moy. |      |      |      |
| 1999   | Browns    | 15     | 12     | 8           | 66,7        | 49          | 24          | 23      | 95,8         |              |              |      |      |      |      |
| 2000   | Browns    | 16     | 17     | 14          | 82,4        | 45          | 17          | 17      | 100          |              |              |      |      |      |      |
| 2001   | Browns    | 16     | 25     | 22          | 88          | 48          | 30          | 29      | 96,7         |              |              |      |      |      |      |
| 2002   | Browns    | 16     | 28     | 22          | 78,6        | 52          | 35          | 34      | 97,1         | 2            | 36           | 18   |      |      |      |
| 2003   | Browns    | 13     | 21     | 18          | 85,7        | 52          | 21          | 20      | 95,2         | 1            | 29           | 29   |      |      |      |
| 2004   | Browns    | 16     | 29     | 24          | 82,8        | 50          | 28          | 28      | 100          |              |              |      |      |      |      |
| 2005   | Browns    | 16     | 29     | 27          | 93,1        | 44          | 21          | 19      | 90,5         | 2            | 53           | 26,5 |      |      |      |
| 2006   | Browns    | 16     | 29     | 21          | 72,4        | 51          | 25          | 25      | 100          | 2            | 58           | 29   |      |      |      |
| 2007   | Browns    | 16     | 30     | 26          | 86,7        | 51          | 43          | 42      | 97,7         |              |              |      |      |      |      |
| 2008   | Browns    | 16     | 36     | 30          | 83,3        | 56          | 18          | 18      | 100          | 1            | 33           | 33   |      |      |      |
| 2009   | Browns    | 11     | 19     | 17          | 89,5        | 49          | 19          | 18      | 94,7         |              |              |      |      |      |      |
| 2010   | Browns    | 16     | 28     | 23          | 82,1        | 48          | 28          | 28      | 100          |              |              |      |      |      |      |
| 2011   | Browns    | 16     | 29     | 24          | 82,8        | 54          | 20          | 20      | 100          |              |              |      |      |      |      |
| 2012   | Browns    | 16     | 31     | 29          | 93,5        | 53          | 29          | 29      | 100          |              |              |      |      |      |      |
| 2013   | 49ers     | 16     | 36     | 32          | 88,9        | 56          | 44          | 44      | 100          |              |              |      |      |      |      |
| 2014   | 49ers     | 16     | 31     | 25          | 80,6        | 55          | 33          | 33      | 100          |              |              |      |      |      |      |
| 2015   | 49ers     | 16     | 27     | 24          | 88,9        | 54          | 21          | 20      | 95,2         | 1            | 48           | 48   |      |      |      |
| 2016   | 49ers     | 16     | 21     | 18          | 85,7        | 53          | 34          | 33      | 97,1         |              |              |      |      |      |      |
| 2017   | Cardinals | 16     | 40     | 32          | 80          | 57          | 26          | 23      | 88,5         |              |              |      |      |      |      |
| 2018   | Cardinals | 10     | 8      | 5           | 62,5        | 43          | 15          | 15      | 100          |              |              |      |      |      |      |
| Totaux | Totaux    | Totaux | 526    | 441         | 83,8        | 57          | 531         | 518     | 97,6         | 9            | 257          | 28,6 |      |      |      |

## En dehors du football
Dawson s'est lancé dans un site baptisé PhilDawsonEdge.com où il donne quelques conseils aux entraîneurs des équipes lycéennes et universitaires pour l'entraînement de l'escouade spéciale ainsi que des entraînements aux placekicker.